# Banupur
Banupur è una suddivisione dell'India, classificata come census town, di 11.645 abitanti, situata nel distretto di Howrah, nello stato federato del Bengala Occidentale. In base al numero di abitanti la città rientra nella classe IV (da 10.000 a 19.999 persone).

## Geografia fisica
La città è situata a 22° 33' 35 N e 88° 13' 54 E.

## Società

### Evoluzione demografica
Al censimento del 2001 la popolazione di Banupur assommava a 11.645 persone, delle quali 7.353 maschi e 4.292 femmine. I bambini di età inferiore o uguale ai sei anni assommavano a 1.092, dei quali 561 maschi e 531 femmine. Infine, coloro che erano in grado di saper almeno leggere e scrivere erano 7.687, dei quali 5.317 maschi e 2.370 femmine.